# Barranquillai főegyházmegye
A Barranquillai főegyházmegye (latinul: Archidiocesis Barranquillensis) egy római katolikus főegyházmegye, amelynek püspöki székvárosa Barranquillában, Kolumbiában.

## Történelem
- 1932. július 7-én hozták létre a Cartagenai főegyházmegyéből Barranquillai egyházmegye néven. 1969. április 25-én Barranquillát metropolita főegyházmegyévé léptették elő.

## Különleges templomok
- Szűz Mária királynő-székesegyház (székesegyház, Barrannquilla)
- Tolentinói Szent Miklós-előszékesegyház (előszékesegyház, Barrannquilla)

## Szuffragán egyházmegyék
A főegyházmegye szuffragán egyházmegyéi:
- El Bancó-i egyházmegye
- Riohachai egyházmegye
- Santa Marta-i egyházmegye
- Valledupari egyházmegye

## A főegyházmegye püspökei, érsekei

### Barranquilla püspökei
- Luis Calixto Leiva Charry (1933.11.21. – 1939.05.16.)
- Julio Caicedo Téllez S.D.B. (1942.06.26 – 1948.02.23), kinevezték Cali püspökévé
- Jesús Antonio Castro Becerra (1948.08.19 – 1952.12.18), kinevezett palmirai püspök
- Francisco Gallego Pérez (1953.02.03 – 1958.12.18)
- Germán Villa Gaviria püspök C.I.M. (1959.02.03 – 1969.04.25)

### Barranquilla érsekei
- Germán Villa Gaviria C.I.M. (1969.04.25. – 1987.05.11.)
- Félix María Torres Parra (1987.05.11. – 1999.03.18.)
- Jesús Salazar Gómez (1999.03.18. – 2010.07.08.), kinevezték Bogotá érsekévé (2012-től bíboros)
- Jairo Jaramillo Monsalve (2010.11.13. – 2017.11.14.)
- Pablo Emiro Salas Anteliz (2017.11.14. - jelen)

### Segédpüspökök
- Carlos José Ruiseco Vieira (1971-1977), Montería püspöke
- Hugo Eugenio Puccini Banfi (1977-1987), kinevezték Santa Marta püspökévé
- Oscar Aníbal Salazar Gómez (1995-1999), La Dorada-Guaduas püspöke
- Luis Antonio Nova Rocha (2002-2010), kinevezett Facatativái püspök
- Victor Antonio Tamayo Betancourt (2003-2017)
- Edgar Jesús Mejía Orozco (2024-jelen)

## Szomszédos egyházmegyék
- Santa Marta-i egyházmegye (kelet)
- Cartagenai főegyházmegye (dél)